# Djamel Kaouane
Djamel Kaouane, né le 28 octobre 1960 à Alger (Algérie), est ministre de la Communication d'Algérie de mai 2017 à avril 2019.

## Biographie
Djamel Kaouane est né le 28 octobre 1960 à Alger. Sa famille est originaire de la ville de Zekri, où sont nés ses parents puis il a vécu à Bir Mourad Raïs, à Alger. Il est marié et père de trois enfants.

### Formation
Il est titulaire d'une licence en sciences politiques, spécialité relations internationales, obtenue en 1984 à l'université d'Alger.

### Carrière professionnelle
Djamel Kaouane a commencé sa carrière en tant que journaliste en 1986 au quotidien francophone El Moudjahid. De 1987 à 1989, il est notamment journaliste à la direction de l’information de la présidence de la République algérienne. Puis, en 1989, il est nommé rédacteur en chef du journal El Moudjahid, un poste qu'il occupe pendant près de neuf ans avant de devenir le directeur de publication du journal Le Temps d'Algérie de 2008 à 2015. Il est  président-directeur général de l’agence nationale d’édition et de publicité (ANEP) de 2015 à 2017.

#### Ministre de la Communication
En  mai 2017, Djamel Kaouane est nommé ministre de la Communication par le président Abdelaziz Bouteflika dans le gouvernement Abdelmadjid Tebboune. Il remplace à ce poste Hamid Grine.
En août 2017, lors d'un remaniement ministériel, il est reconduit à ce ministère dans le gouvernement Ouyahia X.
Il est placé sous mandat de dépôt le 6 mars 2023.